# Hornstedtia hainanensis
Hornstedtia hainanensis är en enhjärtbladig växtart som beskrevs av Te Lin Wu och Sen Jen Chen. Hornstedtia hainanensis ingår i släktet Hornstedtia och familjen Zingiberaceae.
Artens utbredningsområde är Hainan (Kina). Inga underarter finns listade i Catalogue of Life.